# 黑斯珀
黑斯珀是德国下萨克森州的一个市镇。总面积6.49平方公里，总人口2145人，其中男性1047人，女性1098人（2011年12月31日），人口密度331人/平方公里。